# Норт Аполо (Пенсилванија)
Норт Аполо (енгл. North Apollo) град је у америчкој савезној држави Пенсилванија.

## Демографија
По попису из 2010. године број становника је 1.297, што је 129 (-9,0%) становника мање него 2000. године.
| Група             | 2000.         | 2010.         |
| Белци             | 1.384 (97,1%) | 1.243 (95,8%) |
| Афроамериканци    | 22 (1,5%)     | 21 (1,6%)     |
| Азијати           | 2 (0,1%)      | 4 (0,3%)      |
| Хиспаноамериканци | 2 (0,1%)      | 10 (0,8%)     |
| Укупно            | 1.426         | 1.297         |